# Trentuno
Trentuno ("trinta e um") é um jogo de cartas conhecido no mundo inteiro. Pode ser jogado com vite ("vidas") que são pequenas quantidades de dinheiro.  No lugar do dinheiro pode-se usar fichas.

## Objetivo do jogo
O objetivo do jogo é marcar 31 pontos com cartas do mesmo naipe ou que tenham uma pontuação próxima a este valor para se vencer uma partida. Quando se usam vite, ("vidas", ver parágrafo de introdução), vence o jogador que restar com 1 vida após várias rodadas.

## Vite
Quando se usam vidas no jogo, os jogadores previamente decidem o número a serem utilizadas: geralmente 3 ou 4. Quando se usa dinheiro, as vidas são moedas de mesmo valor para cada jogador (moedas de 25 centavos por exemplo).

## Número de jogadores
O trentuno pode ser jogado por duas ou até sete pessoas. A quantidade ideal recomendada de jogadores é quatro.

## Tipo de baralho
Para jogar trentuno usa-se o baralho italiano tradicional de 40 cartas. Também pode-se usar o baralho espanhol, retirando-se as cartas oito e nove, ou o baralho francês, retirando-se as cartas oito, nove e dez.

## Valor das cartas
As cartas possuem os seguintes valores: ás, 11 pontos; figuras, 10 pontos; as demais cartas tem ponto equivalente a seu respectivo valor numérico.
| Ás     | 11 pontos |
| Rei    | 10 pontos |
| Cavalo | 10 pontos |
| Valete | 10 pontos |
| Sete   | 7 pontos  |
| Seis   | 6 pontos  |
| Cinco  | 5 pontos  |
| Quatro | 4 pontos  |
| Três   | 3 pontos  |
| Dois   | 2 pontos  |

## Distribuição das cartas
O carteador distribui três cartas para cada jogador começando pelo que estiver a sua direita, as cartas que sobram formam o maço que será colocado no centro da mesa, em seguida retira-se uma carta de maço que será colocada desvirada próximo a este.

## Desenvolvimento do jogo
O jogador à direita do carteador inicia a partida. Com intuito de ir se aproximando dos 31 pontos retira-se uma carta do maço ou a carta desvirada (poço). Em seguida descarta uma carta, que pode ser sua ou reçém tirada do maço ou do poço.
O jogo continua em sentido anti-horário, podendo sempre pegar a carta descartada pelo jogador anterior ou a superior do maço.
Quando um jogador obtém 31 pontos ele os declara, e os demais jogadores tem que pagar 1 vida cada um. 
A vidas pagas ficam acumuladas no pot ou prato.
Quando um jogador tem pontuação próxima a 31 e suopõe que a sua pontuação seja maior do que as dos outros jogadores, bate na mesa. Então todos os jogadores mostram suas cartas.
O jogador ou os jogadores que tiverem a menor pontuação pagam uma vida.
O carteador da rodada seguinte sempre será o que estiver à direita do carteador anterior. 
Antes de iniciar uma nova rodada todas as cartas são reembaralhadas e redistribuídas.
Quando un jogador perde todas as suas vidas, sai do jogo. Ao final do jogo, o vencedor, o que restou com 1 vida, fica com o prato.

## Pontuação
A pontuação nas rodadas se dá pela soma dos valores das cartas de mesmo naipe a fim de se obter 31 pontos. A pontuação da partida se dá pelo número de vidas mantidas ou perdidas pelos jogadores, o único jogar que restar com uma 1 vida é o vencedor.